# Sergio Rico
Sergio Rico González (Sevilla, 1 september 1993) is een Spaans voetballer die als doelman speelt. Rico debuteerde in 2016 in het Spaans voetbalelftal.

## Clubcarrière
Rico doorliep de jeugdopleiding van Sevilla. Op 22 februari 2011 debuteerde hij hier in het tweede elftal, in een competitieduel tegen Ceuta. Op 1 juli 2013 zette hij zijn handtekening onder een nieuwe, tweejarige verbintenis. Vanwege blessures van Beto en Mariano Barbosa debuteerde Rico op 14 september 2014 in het eerste team, tijdens een wedstrijd in de Primera División thuis tegen Getafe. Sevilla won met 2–0, wat voor Rico een clean sheet betekende. Vier dagen later maakte hij zijn Europese debuut, in de UEFA Europa League tegen Feyenoord. Door een blessure van Beto bleef Rico voor de rest van het seizoen 2014/2015 eerste doelman. Zo speelde hij onder meer tijdens de gewonnen UEFA Europa League-finale van 2014/15, waarin hij zijn eerste prijs won in het betaald voetbal.
In het seizoen 2018/19 werd Rico verhuurd aan Fulham, en het seizoen erop aan Paris Saint-Germain. Die club nam hem in 2020 definitief over. In januari 2022 werd Rico voor de rest van het seizoen verhuurd aan RCD Mallorca. 
In mei 2023 raakte Rico zwaargewond na een val van een paard tijdens een pelgrimstocht. Hij werd negentien dagen in kunstmatige coma gehouden. Na 82 mocht hij het ziekenhuis verlaten en in april 2024 kreeg hij groen licht om weer te trainen. In september 2024 tekende Rico bij Al-Gharafa. Daar speelde hij zijn eerste wedstrijd in 492 dagen.

## Clubstatistieken
| Seizoen | Club                  | Competitie       | Competitie | Competitie | Beker | Beker | Internationaal | Internationaal | Totaal | Totaal |
| Seizoen | Club                  | Competitie       | Wed.       | Dlp.       | Wed.  | Dlp.  | Wed.           | Dlp.           | Wed.   | Dlp.   |
| ------- | --------------------- | ---------------- | ---------- | ---------- | ----- | ----- | -------------- | -------------- | ------ | ------ |
| 2014/15 | Sevilla               | Primera División | 21         | 0          | 5     | 0     | 11             | 0              | 37     | 0      |
| 2015/16 | Sevilla               | Primera División | 34         | 0          | 5     | 0     | 6              | 0              | 45     | 0      |
| 2016/17 | Sevilla               | Primera División | 35         | 0          | 1     | 0     | 8              | 0              | 44     | 0      |
| 2017/18 | Sevilla               | Primera División | 24         | 0          | 6     | 0     | 10             | 0              | 40     | 0      |
| 2018/19 | → Fulham              | Premier League   | 29         | 0          | 3     | 0     | –              | –              | 32     | 0      |
| 2019/20 | → Paris Saint-Germain | Ligue 1          | 2          | 0          | 3     | 0     | 3              | 0              | 8      | 0      |
| 2020/21 | Paris Saint-Germain   | Ligue 1          | 10         | 0          | 3     | 0     | 0              | 0              | 13     | 0      |
| 2021/22 | Paris Saint-Germain   | Ligue 1          | 1          | 0          | 0     | 0     | 0              | 0              | 1      | 0      |
| 2021/22 | → RCD Mallorca        | Primera División | 14         | 0          | 1     | 0     | 0              | 0              | 15     | 0      |
| 2022/23 | Paris Saint-Germain   | Ligue 1          | 0          | 0          | 0     | 0     | 0              | 0              | 0      | 0      |
| Totaal  | Totaal                | Totaal           | 170        | 0          | 27    | 0     | 38             | 0              | 235    | 0      |

Bijgewerkt t/m 2 juni 2023

## Interlandcarrière
Rico werd op 17 mei 2016 opgenomen in de Spaanse voorselectie voor het Europees kampioenschap voetbal 2016 in Frankrijk. Met veldspelers Saúl Ñíguez en Lucas Vázquez was hij op dat moment de enige zonder interlands achter zijn naam. Als derde doelman in de definitieve selectie maakte Rico op 1 juni 2016 zijn debuut in het Spaans voetbalelftal, in een oefeninterland tegen Zuid-Korea (1–6 winst). Spanje verloor in de achtste finale van het EK van Italië (2–0). Hij kwam tijdens het toernooi zelf niet in actie.

## Erelijst
| Competitie            |         |                  |         |         |
| Competitie            | Aantal  | Jaren            |         |         |
| Sevilla               | Sevilla | Sevilla          | Sevilla | Sevilla |
| --------------------- | ------- | ---------------- | ------- | ------- |
| UEFA Europa League    | 2x      | 2014/15, 2015/16 |         |         |
| Paris Saint-Germain   |         |                  |         |         |
| Ligue 1               | 2x      | 2019/20, 2022/23 |         |         |
| Coupe de France       | 2x      | 2019/20, 2020/21 |         |         |
| Coupe de la Ligue     | 1x      | 2019/20          |         |         |
| Trophée des Champions | 2x      | 2020, 2022       |         |         |